# Tayum
Tayum est une municipalité située dans la province d'Abra, aux Philippines.

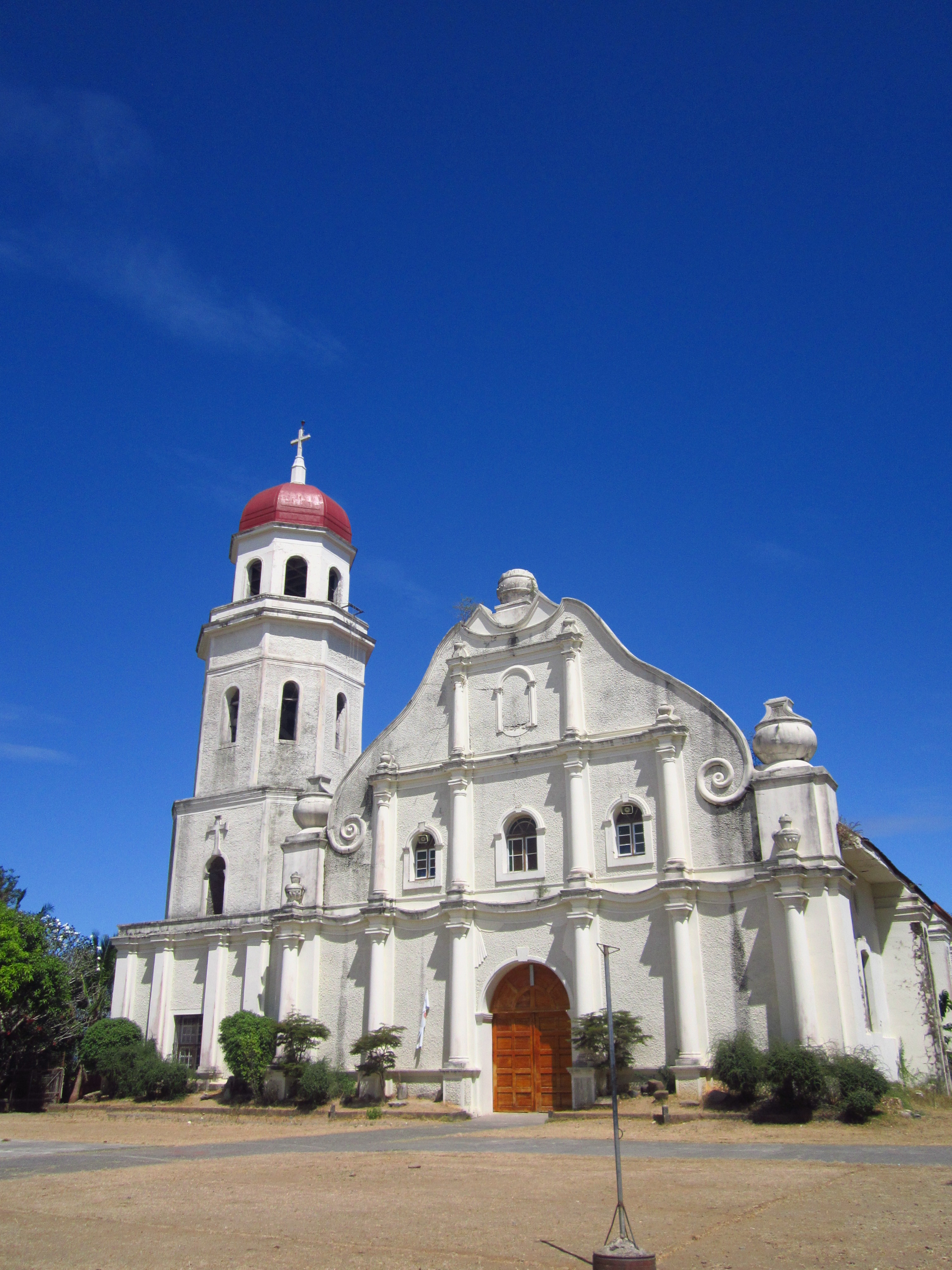
Une ancienne église baroque construite pendant la période coloniale espagnole à Tayum, province d'Abra.